# یگریچکا
یگریچکا (به انگلیسی: Jegrička) رودخانه‌ای است که در صربستان جریان دارد.